# Dudley Moore
Dudley Stuart John Moore CBE (19. dubna 1935 Londýn – 27. března 2002 Plainfield, New Jersey) byl britský komik, herec a hudebník, držitel dvou Zlatých glóbů.

## Kariéra

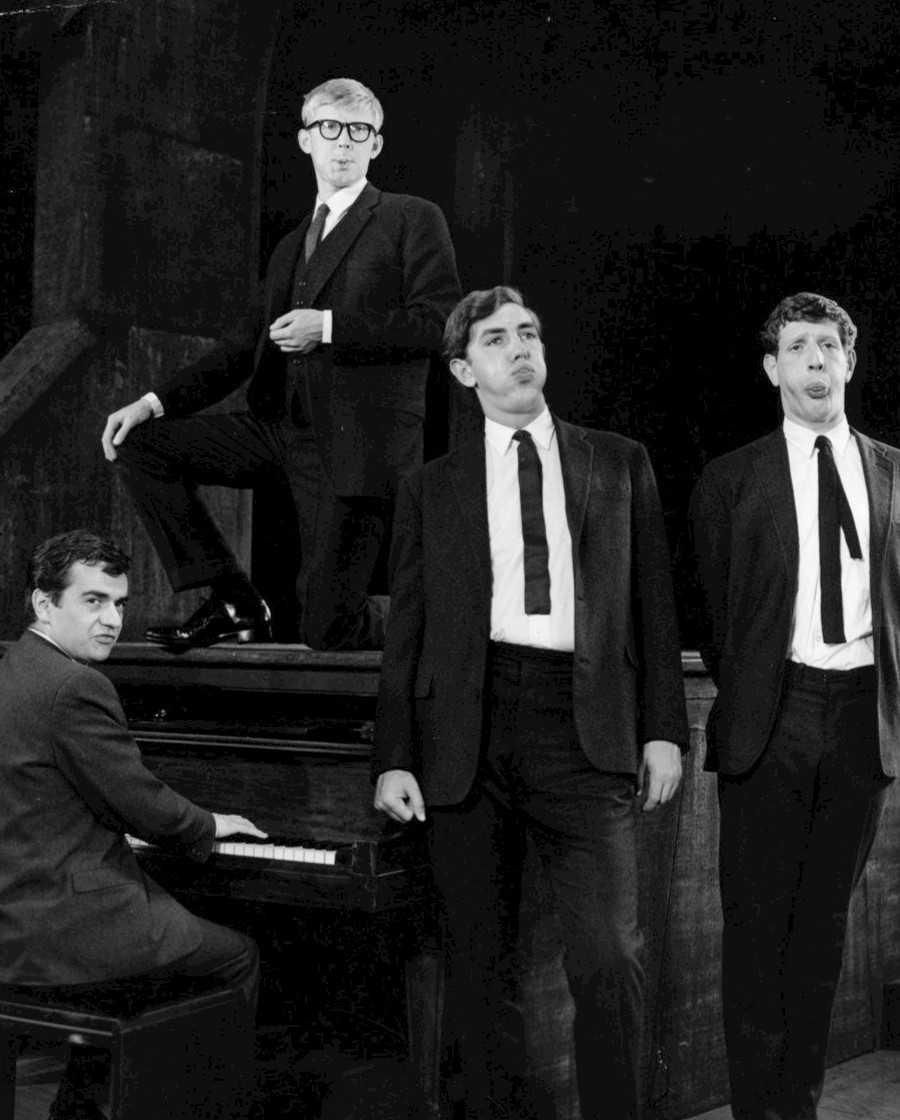
Moore (zcela vlevo) jako člen show Beyond the Fringe (třetí zleva Peter Cook)

V 60. letech se stal jedním z protagonistů tzv. Satire Boomu (rozmach satiry) v anglické univerzitní komedii, jako člen populární a vlivné revue Beyond the Fringe. Zde kromě komického talentu uplatňoval i své muzikantské dovednosti – skládal písně, dobře zpíval a byl vynikajícím pianistou. Později proslul díky dlouhodobé spolupráci s Peterem Cookem, s nímž vytvořil komediální dvojici Pete & Dud.
V polovině 70. let přesídlil do Los Angeles, aby se soustředil na filmovou kariéru. Jeho doménou se staly romantické hudební komedie a podařilo se mu v Hollywoodu prorazit díky komedii 10 (1978), kde sehrál hlavní roli, kterou předtím odmítl George Segal. Dalším Mooreovým velkým úspěchem byl Arthur (1981), kde za svůj výkon obdržel Zlatý glóbus a byl nominován i na Oscara. Svůj druhý Zlatý glóbus získal za roli v komedii Micki a Maude (1984). Současně se Moore stále věnoval i hudbě, cestoval po světě se svým jazzovým triem a vydal řadu desek.
Celkem se objevil ve třicítce filmů a řadě televizních pořadů.

## Osobní život
Dudley Moore se narodil v nemocnici na Charing Cross, do rodiny železničního technika a sekretářky, a vyrůstal v Dagenhamu v Essexu. Byl postižený koňskýma nohama a zatímco pravou nohu se podařilo vyléčit, levá mu do konce života zůstala trochu zdeformovaná. Byl za to od dětství terčem posměchu a ve spojení s malým vzrůstem (měřil 157 cm) proto trpěl komplexy. Díky výjimečnému hudebnímu talentu se však již v mládí uplatnil jako pianista a varhaník, a posléze i jako komik.
Byl čtyřikrát ženatý a žádné jeho manželství nevydrželo déle než 5 let. Se svou druhou ženou Tuesday Weldovou měl syna Patricka (* 1976) a s poslední Nicole Rothschildovou syna Nicholase (* 1995). Počátkem 80. let chodil s herečkou Susan Anton, která byla o hlavu vyšší než on.
V 90. letech se u Moora začaly projevovat potíže nervového rázu, měl problémy s pamětí a posléze i s motorikou, což mělo zničující dopad na jeho kariéru herce i pianisty. Jeho další symptomy jako nezřetelná řeč nebo potíže s rovnováhou budily na veřejnost dojem opilosti, o kterou se ale nejednalo, ve skutečnosti šlo o degenerativní onemocnění mozku (vápenatění bazálních ganglií). V listopadu 1999 naposledy vystoupil na představení, ve Filadelfii po boku Julie Andrewsové. Nemoc se rychle zhoršovala a nakonec ho upoutala na invalidní vozík.
V listopadu 2001 se ještě dočkal pasování na Komandéra Řádu Britského impéria. I přes svůj vážný stav se slavnosti v Buckinghamském paláci osobně zúčastnil, bylo to naposled co se objevil na veřejnosti.
Zemřel 27. března 2002 v nedožitých 67 letech na zápal plic, typickou komplikaci ochrnutí, kterým trpěl.